# Gaston Bidel
Pour les articles homonymes, voir Bidel.
Virgile Gaston Bidel est un ingénieur français, né le 16 juillet 1857 à Magny-le-Freule en Normandie et mort à Paris le 14 mars 1926, actif à La Réunion et à Madagascar. 

## Carrière
Virgile Gaston Bidel, formé à l'École Centrale, s'installe sur l'île de La Réunion en 1889. D'abord ingénieur de la commune de Saint-Denis jusqu'en 1892, il entre ensuite au chemin de fer de La Réunion en qualité de sous-directeur, puis de directeur jusqu'en 1914,. En 1914, il quitte La Réunion pour Madagascar, où il dirige les travaux du port de Tamatave. Il travaille ensuite à Diego Suarez. Il termine sa carrière en tant qu'ingénieur en chef et directeur par intérim des travaux publics dans la Grande Île avant de rentrer en France métropolitaine en 1919.
Il meurt à Paris le 14 mars 1926.

## Photographe
De ses séjours réunionnais et malgaches, il a laissé des vues stéréoscopiques originales qui le font considérer comme un photographe important des territoires qu'il a visités.
Une importante collection de ses clichés se trouve conservée aux Archives départementales de La Réunion et peut être consultée dans l'Iconothèque historique de l'océan Indien (IHOI).